# Acalypha malabarica
Acalypha malabarica är en törelväxtart som beskrevs av Johannes Müller Argoviensis. Acalypha malabarica ingår i släktet akalyfor, och familjen törelväxter. Inga underarter finns listade i Catalogue of Life.